# Jonaker
Jonaker (Jónakr) är en sagokung som omtalas i Völsungacykeln, där han uppges ha varit gift med burgunderprinsessan Gudrun Gjukesdotter.
Gudruns första man var Sigurd Fafnesbane; folkvandringstidens utan jämförelse största hjälte. Men Sigurd mördades på anstiftan av Gudruns rival, valkyrian Brynhild. Gudrun fann nu tröst hos kung Atle som hon äktade och med vilken hon fick två söner. Äktenskapet blev dock olyckligt, varför Gudrun valde att avsluta det genom att på ett utstuderat bestialiskt sätt ta livet av både sin make och deras gemensamma barn, så att han inte skulle förunnas någon arvinge. Sedan bestämde hon sig för att gå i sjön. Hon ville ta livet av sig, men som den häxa hon var kunde hon inte sjunka. "Hon drev över fjorden till kung Jonakers land", står det i inledningen till Guðrúnarhvǫt. "Han tog henne till äkta och deras söner var Sörle, Erp och Hamde." Sörle och Hamde blev stora hjältar då de indirekt kom att störta hela det storgotiska väldet genom att, som hämnd för dråpet på deras halvsyster Svanhild avdagataga amalerkungen Jörmunrek den mäktige, som numera brukar kallas Ermanarik. Också deras mor hade ju vållat ett stort rikes fall den gången då hon slaktade Atle - som  inte kan ha varit någon annan än hunnerhärskaren Attila här omvandlad till saga. Kronologin stämmer visserligen inte, men det brukar den inte göra i den här typen av ursprungligen muntligt traderad diktning, där händelser kastas om, personer och härskaröden förväxlas och flyter samman, och där världshistoriska förlopp förvandlas till personliga vendettor.
Eftersom Gudrun inte hade för vana att gifta sig med obetydliga män, kan man ana att också Jonaker har varit en uppburen hjälte. Men tyvärr lär det aldrig bli möjligt att identifiera någon tänkbar förlaga. I vad som finns kvar av Völsungacykeln är han en ren bifigur, och inte heller namnet Jonaker kan ge någon ledtråd eftersom det inte tycks vara ett namn utan en förvanskad titel av junker-typ. (Jämför fornsvenskans iunk-hærra och iunker, vilket ursprungligen torde ha betytt ung man av kunglig börd, prins.)